# Máscaras (telenovela)
Máscaras é uma telenovela brasileira produzida e exibida pela Record entre 10 de abril de 2012 e 2 de outubro de 2012 em 125 capítulos, substituindo Vidas em Jogo e sendo substituída por Balacobaco. É a 19.ª novela exibida pela emissora desde a retomada da dramaturgia em 2004. Escrita por Lauro César Muniz com a colaboração de João Gabriel Carneiro, Mariana Vielmond, Mário Viana e Renato Modesto, sob direção de Antônio Gonzalez, José Carlos Pieri e Régis Faria e direção geral de Ignácio Coqueiro – substituído por Edgard Miranda a partir de 13 de junho.
Conta com Fernando Pavão, Palomma Duarte, Miriam Freeland, Jonas Bloch, Petrônio Gontijo, Heitor Martinez, Giselle Itié, Nicola Siri nos papéis principais.

## Produção
Lauro César Muniz começou a desenvolver a história no primeiro semestre de 2010, logo após finalizar Poder Paralelo, sendo escalada para suceder a próxima a novela de Cristianne Fridman. Em fevereiro de 2011 foi anunciado que a trama se chamaria Navegantes, porém alguns meses depois Lauro mudou-a para Máscaras para expressar a intenção da novela em retratar o caráter oculto das pessoas. As primeiras informações da novela foram liberadas em março de 2011.
A ideia original era da história começar em um transatlântico, porém a emissora pediu para que se mudasse para um cruzeiro turístico, visando parcerias com agências do ramo. Fagner regravou a música "Porto Solidão", de Jessé, especialmente para a abertura. Programada para ter em torno de 200 capítulos como as novelas anteriores do horário, Máscaras foi encurtada duas vezes durante sua exibição pelas críticas do público e audiência baixa, sendo inicialmente reduzida para 150 e saindo do ar com apenas 125. Em junho de 2012 o diretor Ignácio Coqueiro pediu afastamento da trama por problemas pessoais e foi substituído por Edgard Miranda.

### Formato e gravações
"Sei que a história parece complicada, mas acho importante surpreender e fazer o público pensar. Com andamento de thriller, contexto misterioso e longe de qualquer maniqueísmo."

— Lauro César Muniz sobre escrever uma novela com elementos do cinema.
Segundo o autor, Máscaras tinha como referência os filmes internacionais de thriller – gênero que mistura drama, suspense e mistério – cujo ainda não havia sido utilizado como primeiro plano nas novelas brasileiras, sendo que sua ideia era escrever uma obra com padrão cinematográfico. Lauro declarou que era sua novela mais intrincada, ou seja, de difícil compreensão, porém acreditava que o fato de ser exibida às 22h30 atingiria um público mais adulto e interessado em obras mais complexas, o que lhe fez apostar num formato de personagens dúbios e tendo atitudes boas e más dependendo da situação: "Longe de qualquer maniqueísmo, a nova novela aborda a real identidade das pessoas, onde não se sabe mais quando o mocinho é o bandido e vice-versa".
As gravações começaram em janeiro de 2012 e, além do Rio de Janeiro, também foram realizadas em Bonito, no Mato Grosso do Sul, e em Dallas, no Texas. Parte do elenco passou 2 semanas gravando dentro do navio Vision of the Seas, da Royal Caribbean International. Foi a primeira telenovela da RecordTV a não ter uma cidade cenográfica, apenas os cenários de interior das casas, um pedido do próprio autor, que solicitou que as cenas externas fossem gravadas realmente externamente no Rio de Janeiro para dar mais veracidade, o que fez com que cada capítulo fosse orçado entre 600 e 700 mil reais, o maior investimento já realizado pela emissora.

### Escolha do elenco
Lauro César queria Gabriel Braga Nunes no papel principal, repetindo a parceria de Cidadão Brasileiro e Poder Paralelo, porém o ator havia assinado com a Rede Globo, sendo que Fernando Pavão ficou com o papel.
 Após seu rompimento com a Rede Globo, Ana Paula Arósio chegou a ser convidada para a protagonista Maria especialmente pelo autor, que era seu amigo pessoal, porém ela não tinha mais vontade de ser atriz e preferiu permanecer reclusa em seu sítio, sendo que Miriam Freeland.foi convidada na sequência. Após descobrir estar grávida Mel Lisboa deixou o elenco e foi substituída por Karen Junqueira. Inicialmente escalados para a novela, Bianca Rinaldi e Caio Junqueira foram transferidos para a minissérie José do Egito – que entrava em produção ainda em 2012 – e foram substituídos por Heitor Martinez e Giselle Itié. Sílvia Pfeifer anunciou que estaria na novela, porém acabou não sendo oficializada.

## Enredo
Após o filho recém-nascido ser sequestrado e a esposa, Maria (Miriam Freeland), sumir misteriosamente, Otávio (Fernando Pavão) entra em colapso sem saber se tudo foi real ou não passou de um golpe de fuga da moça, que já queria abandona-lo. Décio (Petrônio Gontijo), seu melhor amigo, recebe um e-mail anônimo mandando levar Otávio até um cruzeiro, onde terá informações do paradeiro de Maria, porém não revela o verdadeiro motivo da viagem para o rapaz com medo de agravar seu quadro depressivo. No navio também embarca Martim (Heitor Martinez), irmão falido de Maria que planeja matar Otávio para ficar com os bens, e Manu (Giselle Itié), garota de programa de luxo que é comparsa nos golpes dele. Após um acidente, Otávio acredita ter matado sem querer Martim ao vê-lo cair do navio em alto mar e decide assumir sua identidade para investigar o sumiço da família, porém seu caminho se cruza com o de Nameless (Palomma Duarte), uma mulher sem nome e com várias identidades falsas.
Ela foi enviada pelo poderoso mercenário Big Blond (Jonas Bloch) para matar Martim, que fugiu com parte de seu dinheiro, mas acaba se apaixonando por Otávio, ajudando-o em seu plano, embora também não possa se livrar do chefe por ser ameaçada com segredos do passado e ser alvo de sua paixão obsessiva. Martim, porém, não morreu e retorna assumindo a identidade de Otávio ao descobrir que ele fez o mesmo, colocando as mãos na fortuna do cunhado. Enquanto isso Manu vive um amor proibido com Caio (Nicola Siri), uma vez que ela é garota de programa, enquanto ele é um prestigiado empresário que está noivo de Eneida (Flávia Monteiro) e o casamento fundirá as empresas de ambos, sendo altamente lucrativo. Eneida, porém, enfrenta a filha de Caio, Luciana (Júlia Maggessi), que não a suporta e a inferniza para que ela não se case com o pai. Já Décio sempre foi apaixonado por Maria e nunca superou ela ter se casado com seu melhor amigo. 
Após se separar do marido, Valéria (Bete Coelho) se envolve com um rapaz bem mais jovem e humilde, Gino (Emílio Dantas), a quem tenta ajudar a encontrar um dom, embora ela nem imagine que sua assistente Flávia (Francisca Queiroz) sabote-a pelas costas por inveja e seja capaz de tentar seduzir o novo namorado. Elvira (Jussara Freire) passou 10 anos presa pela morte acidental de seu marido, condenada pelo juiz Sotero (Cecil Thiré), para quem vai trabalhar sem que ele saiba que se trata de um plano para se vingar. Zezé (Roberto Bomtempo) tenta lidar com o fato da esposa, também Zezé (Bárbara Bruno), nunca ter superado o suicídio do filho e viver como se ele ainda fosse vivo em uma ilusão criada pela própria cabeça. Já Geraldine (Luíza Tomé) e Mário (Jorge Pontual) vivem em pé-de-guerra por não serem compatíveis em nada, apenas no sexo.

## Exibição
Máscaras estreou às 22h30, seguindo na faixa de "novela das dez" que a emissora mantinha desde 2006, porém a partir de maio foi transferida para às 23h30, trocando de horário com A Fazenda, uma estratégia para buscar melhor audiência.

## Elenco
| Intérprete           | Personagem                            |
| -------------------- | ------------------------------------- |
| Fernando Pavão       | Otávio Benaro / Martim Salles (falso) |
| Palomma Duarte       | Nameless / Eliza / Luiza              |
| Miriam Freeland      | Maria Salles Benaro                   |
| Jonas Bloch          | Gastão Moura (Big Blond)              |
| Petrônio Gontijo     | Dr. Décio Navarro                     |
| Heitor Martinez      | Martim Salles / Otávio Benaro (falso) |
| Giselle Itié         | Manuela Marim (Manu)                  |
| Nicola Siri          | Caio Anselmi                          |
| Flávia Monteiro      | Eneida Bastos                         |
| Emílio Dantas        | Gino Almeida                          |
| Bete Coelho          | Valéria Lage Gomide                   |
| Jussara Freire       | Elvira Duval                          |
| Cecil Thiré          | Dr. Eduardo Sotero                    |
| Raul Gazolla         | Evaldo Fael (Vado)                    |
| Luíza Tomé           | Geraldine Aidan                       |
| Jorge Pontual        | Mário Souza                           |
| Francisca Queiroz    | Flávia Mattos                         |
| Daniela Galli        | Drª. Antônia Valdez (Tônia)           |
| Giuseppe Oristânio   | Pulga                                 |
| Roberto Bomtempo     | José Maria Galvão (Zezé)              |
| Bárbara Bruno        | Maria José Galvão (Zezé)              |
| Eliete Cigarini      | Nair Fael                             |
| Lívia Rossy          | Yara Lemos                            |
| Íris Bruzzi          | Olívia Motta                          |
| Bemvindo Sequeira    | Eric Novais (Novais)                  |
| Carlos Bonow         | Fausto                                |
| Dado Dolabella       | Eduardo Sotero Filho (Edu)            |
| Karen Junqueira      | Luma Valdez                           |
| Márcio Kieling       | Gabriel Peixoto                       |
| Gabriela Durlo       | Marina                                |
| Daniel Aguiar        | Guto Gomide                           |
| Júlia Maggessi       | Luciana Anselmi                       |
| Marcelo Escorel      | Toga                                  |
| Luiza Curvo          | Laís Neves                            |
| Renato Livera        | Jairo Neves                           |
| Louise D'Tuani       | Letícia Fael                          |
| Augusto Zacchi       | Régis                                 |
| Jean Fercondini      | Marco Antônio Fael                    |
| Luli Miller          | Mirella                               |
| Valquíria Ribeiro    | Maria do Socorro                      |
| Franciely Freduzeski | Cláudia                               |
| Mariza Marchetti     | Drª. Paula                            |
| Rai Antunes          | Marcelo                               |

### Participações especiais
| Intérprete        | Personagem                      |
| ----------------- | ------------------------------- |
| Ricardo Petraglia | Delmiro Salles                  |
| Henri Pagnoncelli | Deputado Enrico Gomide (Gomide) |
| Nina de Pádua     | Dinorá Monteiro                 |
| Umberto Magnani   | Jeremias                        |
| Perfeito Fortuna  | Dr. Cotrim                      |
| Tatsu Carvalho    | Rogério Mattos                  |
| Bruna di Tullio   | Sônia                           |
| Yana Sardenberg   | Guta                            |
| Carlos Seidl      | José Jorge                      |
| Cacau Melo        | Anna                            |
| Rafael Queiroz    | Fred                            |
| Carol Cavalcanti  | Vera                            |
| Daniel Villas     | Rubens                          |
| Domingos Antônio  | Johnny Wasp                     |
| Gustavo Ottoni    | Lucas                           |
| José Carlos Pieri | Augusto                         |
| Nanda Andrade     | Soraia                          |
| Thiago Cordeiro   | Silvério                        |
| Sabrina Faerstein | Calpúrnia                       |
| Zeca Carvalho     | Cabo Peixoto                    |
| Junior Prata      | Sequestrador                    |
| Luciana Malavasi  | Teresa                          |

## Controvérsias

### Declarações sobre a classe C
Antes da estreia de Máscaras, Lauro César Muniz fez algumas declarações consideradas controversas ao dizer que as novelas da época estavam subestimando o público mais humilde ao apostar em temas "populistas" tidas como ruins e sem conteúdo: "O público é muito inteligente, mas está anestesiado pela enorme quantidade de dramaturgia ruim que está no ar. Por exemplo, Fina Estampa. Ele [Aguinaldo Silva] fez excelentes novelas, essa foi a pior. Nas décadas de 70 e 80, eles [a classe C] estavam aplaudindo nossas novelas mais ambiciosas. Não podemos menosprezar a capacidade de percepção e grau de exigência do público. Popular não significa populista, e pode ser de muito bom gosto e conteúdo". O autor também criticou o retrato da classe operária de Avenida Brasil. As declarações respingaram em Máscaras e, apesar do autor tentar explicar que quis dizer que o público mais humilde também era capaz de acompanhar uma trama complexa, contribuiu para afastar parte dos espectadores de sua própria novela.

### Saída de Luíza Tomé
Em 8 de junho de 2012 Luíza Tomé usou seu Twitter para pedir ao autor que matasse sua personagem, pois ela gostaria de deixar a trama já que estava se sentindo desprestigiada por quase não ter cenas e nenhuma importância dentro da história: "Será que o Lauro está gostando da figuração que estou fazendo? Vinte e oito anos nadando e morrer na praia! Não quero mais. Não é a primeira novela que faço do Lauro, mas com certeza será a última. Me tira! É mais digno. Perdi a vontade, o tesão de gravar. Pedi para fazer porque adorava ele, mas a recíproca não rola, então me tira". A personagem de Luiza viajou na trama e a atriz disse que jamais trabalharia com o autor novamente.

### Conflito com a imprensa
"Esta, que será a última novela de Lauro Cesar Muniz, tem sido tratada de forma tão equivocada por alguns veículos da mídia, sem o cuidado de prestar atenção ao texto deste grande dramaturgo. Nós não aceitamos a avaliação de nosso trabalho apenas através do índice/Ibope. O Ibope é um índice de mercado, comercial, compreendemos isso, mas nosso trabalho é artístico."

— Parte da carta aberta escrita pelos atores.
As críticas dos jornalistas especializados sobre Máscaras, considerada confusa e mal-escrita, além das notas publicadas constantemente sobre a baixa audiência, geraram uma sensação de revolta entre o elenco e a produção da novela. Em 2 de julho de 2012 o elenco se reuniu e escreveu uma carta-aberta intitulada "Carta de amor dos atores de Máscaras", na qual culpou a imprensa pela repercussão pessimista da novela, alegando que as notícias negativas publicadas induziam o público a rejeitar a trama antes mesmo de assisti-la. A carta foi escrita por Paloma Duarte e assinada por diversos atores, como Fernando Pavão, Heitor Martinez, Jonas Bloch, Nicola Siri, Petrônio Gontijo, Raul Gazolla, Bárbara Bruno, Bemvindo Sequeira, Flavia Monteiro, Giuseppe Oristânio, Íris Bruzzi, Roberto Bomtempo, entre outros, enquanto alguns como Miriam Freeland, Giselle Itié e Jussara Freire preferiram não comprar a briga.
A carta foi escrita sem o conhecimento da própria RecordTV, porém a emissora declarou no dia seguinte que apoiava a iniciativa de Paloma. Lauro César Muniz declarou que se sentia honrado, mas temia que a carta fosse interpretada como uma afronta à imprensa. Alguns jornalistas viram a carta como algo inadmissível, entre eles Flávio Ricco, da UOL, que declarou que o elenco deveria cobrar que o próprio autor entregasse um bom texto e da emissora que apresentasse resultados em vez de culpar a imprensa. Já Maurício Stycer, também da UOL, disse que o elenco merecia ser ouvido e que se tratava de um momento "histórico", uma vez que os atores estavam apenas pedindo para que fosse avaliado seu trabalho artístico e não a audiência, enquanto muitos jornalistas privilegiam "a fofoca e a reclamação anônima".

## Música
Capa: Paloma Duarte como Nameless.
| N.º | Título                  | Música              | Personagem                       | Duração |  |
| 1.  | "Porto Solidão"         | Fagner              | Abertura                         | 03:32   |  |
| 2.  | "Irmãos da Lua"         | Renato Teixeira     | Otávio                           | 04:19   |  |
| 3.  | "Palavras Certas"       | Ju 87               | Régis e Letícia / Régis e Mirela | 03:50   |  |
| 4.  | "Parou O Meu Mundo"     | Massao              | Manu                             | 04:32   |  |
| 5.  | "Difícil Entender"      | Franco Levine       | Família Fael                     | 03:39   |  |
| 6.  | "Feito Pra Você"        | Celso Fonseca       | Manu e Caio                      | 04:34   |  |
| 7.  | "Speed Racer"           | Fernanda Abreu      | Elisa                            | 04:38   |  |
| 8.  | "Sopra"                 | Vitória Régia       | Zezé e Zezé                      | 04:40   |  |
| 9.  | "Ta No Meu Coração"     | Bruna e Mateus      | Gabriel e Gabriel                | 03:50   |  |
| 10. | "Le Masque"             | Júlio César         | Martim                           | 02:45   |  |
| 11. | "You (Nuca Soube)"      | Cláudia Albuquerque | Luma                             | 03:37   |  |
| 12. | "Eu Preciso de Você"    | Rosemary            | Otávio e Elisa / Otávio e Maria  | 04:15   |  |
| 13. | "Blue Moon"             | Dave Gordon         | Valéria e Gino                   | 04:10   |  |
| 14. | "To Fix A Broken Heart" | Erikka              | Tônia e Décio                    | 03:49   |  |
| 15. | "Serenata"              | Cláudio Erlan       | Edu e Luma                       | 03:46   |  |
| 16. | "Mário O Sedutor"       | Keco Brandão        | Mário                            | 03:37   |  |

## Repercussão

### Recepção da crítica
Máscaras recebeu críticas majoritariamente negativas dos jornalistas especializados. Patrícia Kogut, do jornal O Globo, classificou a novela como confusa, ininteligível e artificial e disse que a história "não empolgou" e "se arrastou", classificando-a como a pior novela do ano junto com Guerra dos Sexos. Murilo Melo, do jornal A Tarde, disse que o texto era confuso, lento e transformava a obra em uma "novela mixuruca" que "só serviu para decepcionar com uns mistérios que mais confundem do que causam curiosidade", enquanto a direção foi criticada por fazer os atores pareceram fracos e rasos, finalizando ao dizer que "Máscaras cansa, é uma perda de tempo". Nilson Xavier, do UOL, disse que a trama tinha uma direção equivocada e um texto confuso, lembrando Os Gigantes, escrita também por Lauro para a Rede Globo em 1979 e igualmente com uma história sem sentido.
Wander Veroni, do portal Café com Notícias, disse que a forma como a novela foi contada era muito lenta para os padrões modernos e houve uma "forçação de barra para mostrar as máscaras sociais", alegando que "o problema de Máscaras está no autor, e não nas atuações" e que a obra foi a mais frustrante dos últimos tempos, citando que as expectativas eram altas após Lauro César escrever Poder Paralelo. Máscaras também passou a figurar nos anos seguintes entre as listas das piores novelas por diversos veículos de imprensa, entre eles 3º lugar no Coisas de TV em 2016 e 5º no Observatório da Televisão em 2017.

### Audiência
A novela estreou com 11 pontos de média e picos de 13. Porém logo na primeira semana a obra já havia perdido 20% do público e a audiência continuou caindo gradativamente com o passar das semanas. Oscilando entre 5 e 6 pontos – algo considerado inadmissível para a dramaturgia da emissora na época – a trama também passou a ser menos assistida que a reprise de Vidas Opostas e permaneceu em terceiro lugar na audiência durante boa parte de sua exibição, sendo a primeira novela da emissora a não atingir mais os dois dígitos após a estreia e também a primeira a não manter-se na vice-liderança. A nível de comparação, a antecessora, Vidas em Jogo, chegava a atingir 18 pontos e a liderança. Em 28 de maio marcou apenas 4 pontos. Na reta final a novela, no entanto, os números pioraram e a novela atingiu 3 pontos em algumas ocasiões. O último capítulo marcou 6 pontos e Máscaras teve média geral de 5.8 pontos, representando metade da média da antecessora, Vidas em Jogo.  A baixa audiência, somado ao massacre da crítica e mais os problemas com o elenco, levaram ao desligamento de Lauro César Muniz da emissora. 

### Crise na dramaturgia da RecordTV
Máscaras constantemente é creditada como a responsável por colocar a teledramaturgia da RecordTV em sua maior crise desde a reabertura em 2004, endossado pela fato que ela havia derrubado pela metade a audiência de Vidas em Jogo e feito o público da emissora se esvair, afetando também as tramas seguintes – Balacobaco, Dona Xepa, Pecado Mortal e Vitória – que não conseguiram recuperar os números. Como consequência, as tramas contemporâneas foram canceladas e passou-se a apostar em novelas épicas a partir de Os Dez Mandamentos, gerando assim a saída de diversos atores e autores da emissora, que não queriam restringir seus trabalhos a um único nicho.